# Repton (Derbyshire)
Repton ist eine Gemeinde (parish) und ein Verwaltungsbezirk (ward) im Süden der englischen Grafschaft Derbyshire im District South Derbyshire. Der Ort Repton liegt am Südrand der Talaue des Flusses Trent. Bei der Volkszählung 2001 wurden 2707 Einwohner für die Gemeinde und 4635 für den Verwaltungsbezirk Repton ermittelt.

## Geschichte

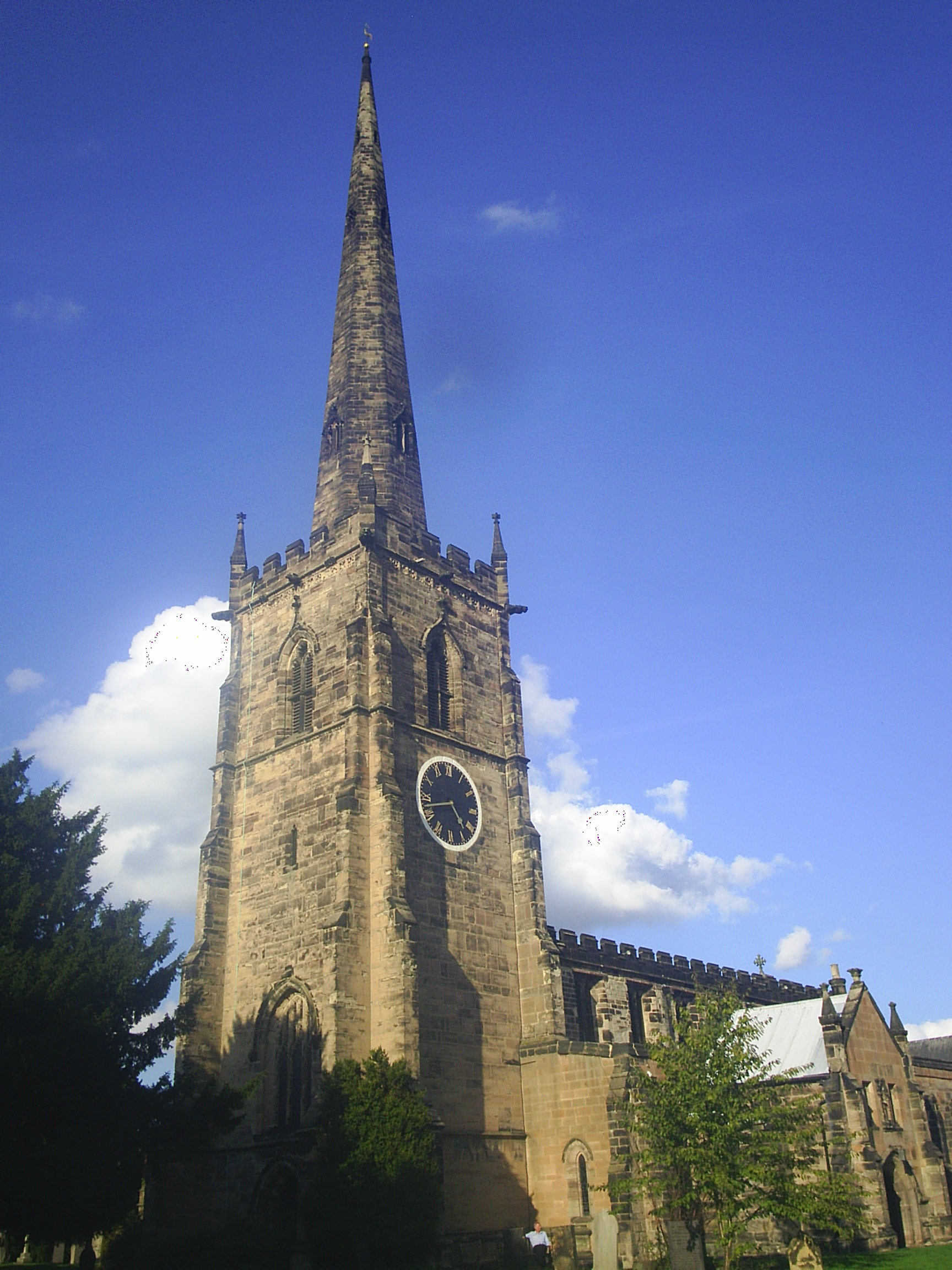
Mittelalterliche Kirche St. Wystan, Repton

Repton war im Frühmittelalter der traditionelle Begräbnisort der Könige von Mercia, einem der angelsächsischen Reiche. 653 war Repton der Ausgangspunkt für die Christianisierung der Midlands. Nach der Christianisierung Mercias unter König Peada wurde in Repton ein Doppelkloster unter einer Äbtissin eingerichtet. Das Ortszentrum wird von der Kirche St. Wystan (auch St. Wigstan) dominiert. Die Krypta unter der Kirche wurde im 8. Jahrhundert gebaut und diente als Gruft der königlichen Familie. Folgende Mitglieder der Königsfamilie sind hier begraben:
- Æthelbald (König 716–757)
- Beornrad (König 757)
- Wiglaf (König 827–829 und 830–840)
- Wigstan (König 840)

Die sterblichen Überreste des mercischen Königs Wigstans wurde nach seiner Ermordung 840 im Jahr 849 in der Kirche beigesetzt und ihm wurden bald verschiedene Wundertaten zugeschrieben. Repton wurde dadurch zu einem Wallfahrtsort. Wigstan wurde später heiliggesprochen und zum zweiten Namenspatron der Kirche. Repton war nach der Christianisierung der ursprüngliche Bischofssitz der Midlands, bis der Sitz 669 nach Lichfield verlegt wurde.

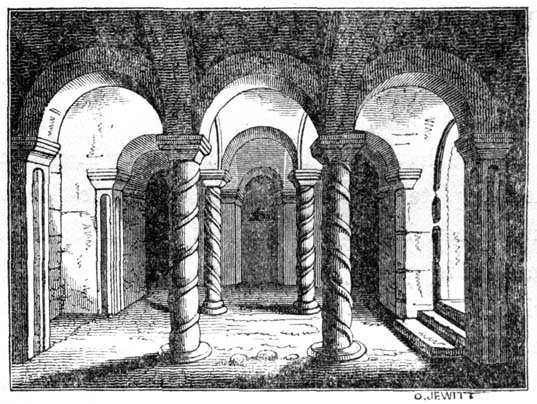
Krypta der Kirche St. Wystan, Zeichnung von 1841

873/74 überwinterte das Große Heer, eine dänische Wikingerarmee, die seit 865/66 plündernd durch England zog, in Repton. Ausgrabungen, die in den Jahren 1974–1988 vorgenommen wurden, brachten die Reste ihres Winterlagers zu Tage. Das Heer hatte unter Einbeziehung der Kirche einen D-förmigen Wall angelegt. Als befestigtes Durchgangstor dienten die Türen der Kirche. Das Steilufer des Trent schützte die Nordseite des Lagers. Eine sächsische Begräbniskapelle westlich der Kirche wurde von den Mitgliedern des Heeres eingeebnet und an deren Stelle mindestens 249 Personen beerdigt, darunter eine Person hohen Ranges.

## Repton School

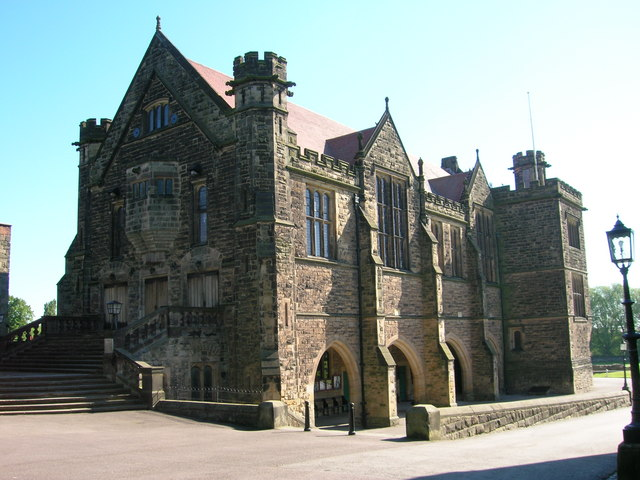
Repton School (2006)

In den Gebäuden einer 1172 gegründeten Priorei wurde nach der Säkularisation der englischen Klöster unter Heinrich VIII. (König 1509–1547) 1557 eine unabhängige Public School gegründet.
Bekannte Absolventen der Repton School sind:
- Basil Rathbone (1892–1967), britisch-US-amerikanischer Schauspieler
- Harold Abrahams (1899–1978), Olympiasieger im 100-Meter-Lauf 1924
- Arthur Michael Ramsey (1904–1988), 1961 bis 1974 Erzbischof von Canterbury
- Eric Maschwitz (1901–1969), Entertainer, Textdichter, Autor und Fernsehproduzent
- Edward Upward (1903–2009), Schriftsteller
- Douglas Cooper (1911–1984), Sammler, Kurator und Kunsthistoriker
- Denton Welch (1915–1948), Schriftsteller und Maler
- Roald Dahl (1916–1990), Schriftsteller
- Walter Michael Simon (1922–1971), Historiker, Flüchtling aus Deutschland
- Adrian Newey (* 1958), Technischer Direktor des Formel-1-Teams Red Bull Racing
- Jeremy Clarkson (* 1960), Moderator, Autor und Journalist

## Bekannte Einwohner
- Guthlac (673–714), Einsiedler, Mönch im Kloster von Repton und Schutzheiliger der Archäologen
- Edward Upward (1903–2009), Schriftsteller
- Jane Welch (* 1964), Fantasyautorin

## Töchter und Söhne der Stadt
- Jane Welch (* 1964), Fantasyautorin
- Robin Sharman (* 1979), Radsportler